# Fini Littlejohn
Fini Littlejohn (* 25. November 1914 in Wien; † 15. Juni 2004 in  Malibu/USA, Geburtsname Josefine Vogelbaum, Künstlernamen Fini Rudiger und Fini Rudiger-Littlejohn) war eine österreichisch-amerikanische Schauspielerin und Illustratorin.

## Leben
Die in Wien aufgewachsene Fini Vogelbaum lebte in den zwanziger Jahren nach zwei Jahren Aufenthalt in Nancy/Frankreich in Berlin. In den dreißiger Jahren kehrte sie nach Wien zurück und begann ein Kunststudium an der Kunstgewerbeschule, unter anderem bei Albert Paris Gütersloh. Bald bekam sie auch Kontakt zum Theater, etwa zur Gruppe Ernst Lönner, und wurde dort vor allem von Rudolf Beer protegiert, der auch den Künstlernamen Fini Rudiger erfand. Sie spielte u. a. in Frank Wedekinds Frühlings Erwachen, in Charleys Tante und im Ball im Savoy. Nach einer ersten Nebenrolle in dem Willi-Forst-Film Maskerade hoffte sie auf eine entsprechende Karriere – doch musste sie wegen ihrer jüdischen Herkunft emigrieren. Sie ging nach New York, wo wegen ihres starken österreichischen Akzents auch nicht an eine Filmkarriere zu denken war. In Kalifornien lieferte sie Scenic Designs für den ihr aus Wien bekannten Theaterregisseur Ernst Lönner und stattete Tanzaufführungen Ernst Matrays aus. Schließlich landete sie aber doch beim Film: Bei Walt Disney, wo sie in dem schon fast fertigen Film Pinocchio einige Nebenfiguren entwarf. Diese Arbeit ebnete ihr den Weg in das Disney Charakter Model and Story Department – womit sie als eine der ersten Frauen bei Walt Disney in eine kreative künstlerische Position kam. 
Im Zuge einer wirtschaftlich bedingten massiven Entlassungswelle musste Fini Rudiger Disney 1941 verlassen. In der Folge lernte sie William "Bill" Littlejohn, den Animator der Tom-und-Jerry-Serie kennen. Sie heiratete ihn 1944 und nahm die amerikanische Staatsbürgerschaft an. Fortan arbeitete Fini Littlejohn als Filmdekorateurin, Plakatkünstlerin und als Kinderbuch-Illustratorin. Dem Animationsfilm blieb sie durch ihren Mann und die aktive Mitgliedschaft in der International Animated Film Association verbunden. 1984 organisierte Fini Rudiger-Littlejohn, wie sie sich seit ihrer Heirat nannte, im Rahmenprogramm der Olympischen Spiele in Los Angeles The Olympiad of Animation, ein bis heute einmaliges Festival des internationalen Animationsfilms, bei dem in mehreren Kategorien mehr als 60 Beiträge aus der ganzen Welt gezeigt wurden.

## Schriften
- First Nursery Songs, Arranged by Leonore Rose Smith, Illustrationen Fini Littlejohn, New York, Garden City Publ. 1945.